# تپه گلابی
تپه گلابی مربوط به سدهٔ ۶ و ۷ ه.ق است و در شهرستان کامیاران، بخش موچش، روستای نشور سفلی واقع شده و این اثر در تاریخ ۱۰ دی ۱۳۸۱ با شمارهٔ ثبت ۷۰۱۰ به‌عنوان یکی از آثار ملی ایران به ثبت رسیده است.